# Liste der Baudenkmäler in Rüttenscheid
Die Liste der Baudenkmäler in Rüttenscheid enthält die denkmalgeschützten Bauwerke auf dem Gebiet von Essen-Rüttenscheid, Stadtbezirk II, in Nordrhein-Westfalen (Stand: Januar 2016). Diese Baudenkmäler sind in der Denkmalliste der Stadt Essen eingetragen; Grundlage für die Aufnahme ist das Denkmalschutzgesetz Nordrhein-Westfalen (DSchG NRW).

| Bild                           | Bezeichnung                              | Lage                                                                            | Beschreibung | Bauzeit                      | Eingetragen seit   | Denkmal- nummer |
| ------------------------------ | ---------------------------------------- | ------------------------------------------------------------------------------- | --- | ---------------------------- | ------------------ | --------------- |
| Grugabad                       | Grugabad                                 | Am Grugapark 10 Karte                                                           | Der Architekt Gerd Lichtenhahn plante im Auftrag der Stadt Essen und im Rahmen der geplanten Bundesgartenschau 1965 das Grugabad. 1965 wurde es in diesem Rahmen offiziell eröffnet. | 1961–1964                    | 3. September 2020  | 992             |
| weitere Bilder                 | Museum Folkwang                          | Bismarckstraße, Museumsplatz, Goethestraße, Kahrstraße 16 Karte                 | Nach mehreren Umbauten wurde 2010 ein Neubau eröffnet. | 1956–1960                    | 12. November 1992  | 772             |
| Polizeipräsidium Essen         | Polizeipräsidium Essen                   | Büscherstraße 2-6 Karte                                                         | | 1913                         | 12. August 1986    | 192             |
| Wohnhaus                       | Wohnhaus                                 | Florastraße 9 Karte                                                             | | kurz nach 1900               | 14. November 1991  | 693             |
| Wohnhaus                       | Wohnhaus                                 | Franziskastraße 50–56 / Gudulastraße 1 Karte                                    | | um 1910                      | 27. April 1995     | 848             |
| Verwaltungsgebäude             | Verwaltungsgebäude                       | Goethestraße 63/65 Karte                                                        | | 1927–1928                    | 10. September 1996 | 876             |
| Wohnhaus                       | Wohnhaus                                 | Hedwigstraße 34 Karte                                                           | Architekt: Oskar Schwer | 1901                         | 12. November 1992  | 773             |
| weitere Bilder                 | 3 Häuser der Siedlung Altenhof I (Krupp) | Hundackerweg 6/8, 12/14, 16 Karte                                               | Es handelt sich um die letzten drei Häuser der Krupp-Siedlung Altenhof I, alle anderen sind für den Neubau des Alfried Krupp Krankenhauses Ende der 1970er Jahre abgerissen worden. | 1899–1901                    | 12. November 1986  | 195             |
| drei Wohnhäuser                | drei Wohnhäuser                          | Kortumstraße 57–61 Karte                                                        | | 1910                         | 13. September 1990 | 608             |
| weitere Bilder                 | Grugaturm                                | Külshammerweg Karte                                                             | Aussichtsturm im Grugapark, ursprünglich Radioturm | 1928                         | 12. November 1986  | 196             |
| weitere Bilder                 | Stenshofturm, Romanisches Haus           | Külshammerweg 32 Karte                                                          | Aus Sandstein errichteter Wohnturm. Ehemaliger Dienstmannensitz auf Gebiet der Abtei Werden. Das ursprüngliche Wort Stens wandelte sich über Stennes und Stenhus in Steinhaus. | erste Hälfte 12. Jahrhundert | 14. Februar 1985   | 25              |
| Turnfestdenkmal                | Turnfestdenkmal                          | Messeallee / Straßburger Straße / Alfredstraße/Alfredstraße nahe HNr. 238 Karte | zum Gedenken an das Deutsche Turnfest 1963 in Essen, geschaffen von Adolf Wamper | 1963                         | 16. September 2004 | 934             |
| weitere Bilder                 | Grugahalle                               | Norbertstraße 2 Karte                                                           | | 1956–1958                    | 26. Oktober 2000   | 931             |
| fünf Wohnhäuser                | fünf Wohnhäuser                          | Odastraße 12–18 Karte                                                           | | um 1925                      | 9. Dezember 1993   | 788             |
| weitere Bilder                 | Kirche St. Andreas                       | Paulinenstraße / Brigittastraße 49 Karte                                        | | 1955                         | 27. April 1995     | 850             |
| Büro-/Verwaltungsgebäude       | Büro-/Verwaltungsgebäude                 | Rosastraße 2-4 / Rüttenscheider Straße 97-103 Karte                             | Architekt: Oskar Schwer | 1910                         | 9. Dezember 1993   | 790             |
| vier Wohnhäuser                | vier Wohnhäuser                          | Rosastraße 14/16/18/20 Karte                                                    | | nach 1905                    | 14. November 1991  | 694             |
| Wohnhaus                       | Wohnhaus                                 | Rosastraße 36 Karte                                                             | | um 1905                      | 9. Dezember 1993   | 789             |
| Brunnen (Marktbrunnen)         | Brunnen (Marktbrunnen)                   | Rüttenscheider Platz Karte                                                      | geschaffen von Adolf Wamper; dieser Brunnen ersetzt den im Zweiten Weltkrieg zerstörten Florabrunnen, der von Georg Metzendorf entworfen wurde. | 1955                         | 24. April 2008     | 949             |
| Wohnhaus                       | Wohnhaus                                 | Rüttenscheider Platz 4 Karte                                                    | | 1907–1908                    | 13. September 1990 | 609             |
| Siechenkapelle                 | Siechenkapelle                           | Rüttenscheider Straße 147 Karte                                                 | | 1442                         | 14. Februar 1985   | 26              |
| weitere Bilder                 | Siedlung Altenhof I (Krupp)              | Siedlung Altenhof I/Gußmannplatz 1-25, Katharinenstraße 1 Karte                 | | 1900–1905                    | 10. Juli 1987      | 115             |
| Bildstock (Heiligenhäuschen)   | Bildstock (Heiligenhäuschen)             | Von-Einem-Straße 77 Karte                                                       | | 1804                         | 16. September 2004 | 935             |
| Wohnhaus                       | Wohnhaus                                 | Von-Seeckt-Straße 42 Karte                                                      | | 1908                         | 27. April 1995     | 851             |
| Wohnhaus                       | Wohnhaus                                 | Von-Seeckt-Straße 44/46 Karte                                                   | | 1908                         | 1. Oktober 1998    | 695             |
| Wohnhaus                       | Wohnhaus                                 | Von-Seeckt-Straße 51 Karte                                                      | | um 1910                      | 11. Juli 2002      | 925             |
| Wohnhäuser                     | Wohnhäuser                               | Von-Seeckt-Straße 53/55/57/59/61/63 Karte                                       | | Anfang 20. Jahrhundert       | 11. Juli 2002      | 926             |
| Denkmal Friedrich Alfred Krupp | Denkmal Friedrich Alfred Krupp           | Wittekindstraße/bei Haus-Nr. 54 Karte                                           | | 1903                         | 27. April 1985     | 849             |
| weitere Bilder                 | vier Pfründnerhäuser (Krupp)             | Wittekindstraße 54, 56, 58, 60 Karte                                            | | 1900–1901                    | 12. Dezember 1985  | 94              |
| weitere Bilder                 | Siedlung Altenhof I, Kapelle             | Wittekindstraße 64 Karte                                                        | Ehemalige katholische Kirche des Altenhof I, heute Kapelle des Alfried Krupp Krankenhauses | 1899                         | 12. Dezember 1985  | 95              |
| weitere Bilder                 | Erzhof                                   | Zweigertstraße 34 Karte                                                         | Verwaltungsgebäude von Handel und Industrie, Baubeginn 1922 als Dr. Paul Meyer Haus des Berliner Bauherren Dr. Paul Meyer A.G., Spezialfabrik elektrischer Schaltanlagen, Messgeräte, Apparate und Zähler | 1924                         | 27. April 1995     | 852             |
| weitere Bilder                 | Land- und Amtsgericht Essen              | Zweigertstraße 52 / Kortumstraße Karte                                          | Zwischen 1908 und 1913 erfolgte unter der Bauleitung des Regierungsbaumeisters Georg Güldenpfennig der Bau des hier ersten Gebäudes. Der 1908 erstellte Entwurf stammte von Paul Thoemer. Das 140 Meter lange, barocke Bauwerk diente zuerst als Justiz- und Gefängnisgebäude und verursachte damals Kosten in Höhe von rund vier Millionen Goldmark. Nach Zerstörungen im Zweiten Weltkrieg wurde das heutige Gebäude zwischen 1950 und 1956 auf altem Grundriss nach Plänen des Regierungsbaumeisters a. D. Alfred Pegels mit einem Kostenaufwand von über fünf Millionen D-Mark wieder aufgebaut und der ältere, wieder aufgebaute und denkmalgeschützte Ostflügel integriert. | 1950–1956                    | 4. Oktober 2005    | 943             |
| weitere Bilder                 | Ehemalige Staatsanwaltschaft Essen       | Zweigertstraße 50 / Kortumstraße 41 Karte                                       | Architekt: Edmund Körner; als Wohnhaus errichtet, ab 1938 Preußisches Katasteramt, nach dem Zweiten Weltkrieg zeitweise Sitz der Bergwerke Essen Rossenray AG, zwischen 1976 und 2007 Sitz der Staatsanwaltschaft Essen, danach leerstehend. 2016 Umbau zu einem Wohn- und Bürohaus unter Wahrung der schutzwürdigen historischen Substanz. | 1913–1914                    | 6. Dezember 2012   | 963             |